# Andriy Kritenko
Andriy Kritenko (ukrainisch Андрій Юрійович Крітенко Andrij Jurijowytsch Kritenko; * 10. Juli 1963 in Kiew, Ukrainische SSR; † 29. Juli 2019 in Stuttgart) war ein ukrainischer Theaterregisseur, Schauspieler und Schauspiellehrer.

## Studium und Beruf
Andrij Kritenko kam als Sohn des Theaterschauspielers und Regisseurs Jurij Kritenko (Юрій Григорович Крітенко; 1938–1997) und einer Balletttänzerin in Kiew zur Welt.
Nach dem Abitur studierte er von 1981 bis 1987 an der Schauspielabteilung der Staatlichen Hochschule für Bühnenkunst in Kiew. Die ersten zwei Jahre war er in der Klasse von Arkadij Haschinski, einem Schüler von Tarchanow, der der führende Schauspieler bei Konstantin Stanislawski gewesen war. Danach wechselte er zur Regiefakultät in die Werkstatt von Eduard Mitnizkij (einem Schüler von Leonid Warpachowski, der seinerseits Schüler von Wsewolod Meyerhold war), dem Leiter des „Akademischen Theaters des Dramas und der Komödie“ in Kiew. In diesem Theater debütierte Kritenko 1986 als Regisseur mit dem Stück „Zwei Baba Jagas“, das noch heute im Repertoire des Theaters ist. Während des Studiums absolvierte er in Moskau ein einjähriges Praktikum bei Anatolij Efros, dem Hauptregisseur des Theaters „Na Taganke“. Seit 1986 führte Kritenko Regie in verschiedenen Theaterhäusern sowie in der damals dank der Perestroika florierenden freien Theaterszene. 1988 bis 1989 leistete er Wehrdienst in der dramaturgischen Abteilung des „Zentraltheaters der Sowjetischen Armee“ in Moskau als Dramaturg unter der Führung des bekannten russischen Regisseurs und Professor des GITIS-Instituts in Moskau, Leonid Kheifets. Nach dem Zusammenbruch der Sowjetunion arbeitete Kritenko als Regisseur mit freien Theatergruppen in Manchester und London (1992). Von 1992 bis 1994 war er zudem als Dozent für Schauspieltheorie und -praxis an der Staatlichen Hochschule für Bühnenkunst in Kiew tätig.
Vom 1. Juni 1994 bis 31. Dezember 1995 war er Stipendiat der Stuttgarter Akademie Schloss Solitude. Dort lernte er viele deutsche und internationale Künstler und freie Theaterschaffende kennen, mit denen er eine Reihe von Projekten realisierte.
Von 1996 bis 2005 war er als festes Mitglied im Schauspielensemble des Theaterhaus Stuttgart als Regisseur und Schauspieler tätig. Aus ausländerrechtlichen Gründen durfte Kritenko bis 2001 in Deutschland nicht als freier Regisseur arbeiten. 2000 wurde er Mitglied im Deutschen Zentrum des Internationalen Theaterinstituts. Von 2001 bis zu seinem Tod 2019 hatte er einen Lehrauftrag für Rollen- und Grundlagenunterricht an der Hochschule für Musik und Darstellende Kunst Stuttgart. Von 2001 bis 2006 war er Schauspielberater an der Staatsoper Stuttgart. Kritenko führte Regie an zahlreichen Theaterprojekten in Deutschland und im Ausland. Zudem war er regelmäßig als Schauspieler tätig (u. a. beim O-Team) und leitete in vielen Ländern Schauspielseminare und Kurse für Profis und Laien. Kritenko verstarb am 29. Juli 2019 in Stuttgart. Am 5. August 2019 fand auf dem Pragfriedhof in Stuttgart die Trauerfeier statt. Kritenko wurde in der Ukraine bestattet.

## Inszenierungen (Auswahl)
- 1986: Zwei Hexen von R. Sef und T. Karelina (Uraufführung), Akademisches Staatstheater für Drama und Komödie Kiew
- 1987: Das Haus von Bernarda Alba von F. Garcia Lorca, Staatstheater Luzk
- 1987: Der verliebte Teufel von B. Scholdak (Uraufführung), Staatstheater Luzk
- 1990: Schwarzer Panther und Weißer Bär von W. Wynnytschenko, Russisches Staatstheater, Sewastopol, Ukraine
- 1991: Kameliendame oder Wann kommen wir endlich in die Stadt? von A. Schipenko (Uraufführung), Staatstheater am Podol, Kiew
- 1991: Kosak Mamaj von B. Scholdak (Uraufführung), Staatliches Kinder- und Jugendtheater Kiew
- 1991: Orgie von L. Ukrajinka, Staatstheater Luzk
- 1992: Go West von Talking Pictures (Uraufführung), Talking Pictures, Manchester, England
- 1993: Pierrot, Kolombine & Harlequin von S. Leljuch (Uraufführung), Staatliches Kinder- und Jugendtheater Kiew
- 1994: Dorians Bestimmung eine Oper von K. Zepkolenko, Internationales Festival „Musikalische Dialoge“, Kiew
- 1995: Ein kleines Stück vom Verrat von A. Irwanez (Uraufführung), Staatstheater Stuttgart
- 1995: Das Mündel will Vormund sein von P. Handke, Theaterhaus Stuttgart
- 1996: Potsdamer Platz von A. Schipenko (Uraufführung), Podewill, Berlin
- 1996: Emma und Eddi von A. Hesse (Uraufführung), Theaterhaus Stuttgart
- 1997: Brundibár eine Oper von Hans Krása, Koproduktion des Theaterhauses Stuttgart mit dem Knabenchor Collegium Iuvenum, der Mädchenkantorei St. Eberhard und dem Circus Calibastra
- 1997: 6 Früchte gegen Blaubart eine Oper von S. Bartling (Uraufführung), Koproduktion der Staatsoper Stuttgart und der Akademie Schloss Solitude
- 2001: Lügner von O. Irwanez (Uraufführung), Deutsches Theater Almaty, Kasachstan
- 2001: Lügner von O. Irwanez, Akademisches Staatstheater für Drama und Komödie, Kiew
- 2001: Lügner von O. Irwanez, Koproduktion von ASBL Spektakel und Internationalen Theaterfestival „AKT-IN“, Kasemattentheater, Luxemburg
- 2003: Leben im Theater von D. Mamet, Kasemattentheater, Luxemburg
- 2005: Ich bin mein bester Sohn die treueste Mutter (Uraufführung) Friedrich Schiller und Solitude, Akademie Schloss Solitude in Kooperation mit der Schauspielschule der Staatlichen Hochschule für Musik und Darstellende Kunst Stuttgart
- 2006: Marinas Fluch nach Demetrius von F. Schiller, Koproduktion der Compagnie Vanessa Valk mit dem FITZ! – Zentrum für Figurentheater Stuttgart[6]
- 2006: Wo ist besser? von F. Kama (Uraufführung), Internationales Festival “Vidlunnya” Kiew, Ukraine
- 2006: Die Zarenbraut, Oper von Nikolaj Rimski-Korsakow, Staatliche Opern- und Balletttheater der Republik Komi, Russland
- 2006: Liebesruh von Jan Neumann (Österreichische Erstaufführung), Schauspielhaus Graz, Österreich[7]
- 2006: Tzap-Tzarap von Nicoleta Esinencu (Uraufführung), Schauspielhaus Graz
- 2006: FernwehDromomania von Nicoleta Esinencu (Uraufführung), Düsseldorfer Schauspielhaus, Koproduktion mit der Schauspielschule der Staatlichen Hochschule für Musik und Darstellende Kunst Stuttgart[8]
- 2006: Wunschkonzert von Franz Xaver Kroetz, Theaterhaus Stuttgart
- 2007: La Favorita eine Oper von Gaetano Donizetti, Staatliche Opern- und Balletttheater der Republik Komi, Russland
- 2007: Was ihr wollt von William Shakespeare, Studiengang Schauspiel Bochum der Folkwang-Hochschule Essen in Zusammenarbeit mit dem Theater Bielefeld
- 2008: Geschlechtsleben der Migranten von Jaromír Konecný und Andrej Kritenko, Berlin[9]
- 2011: Pawlik Morozow von Les Poderwjanskij (Uraufführung), Theater KROT, Kiew, Ukraine
- 2011: Vermischte Gefühle von Richard Baer, Akademisches Staatstheater für Drama und Komödie, Kiew
- 2012: Wo ist besser? von Felix Kama und Andrej Kritenko, Theater Reutlingen „Die Tonne“[10]
- 2012: Wasillisa Jegorownas Träume von Les Poderwjanskij (Uraufführung), Theater KROT, Kiew, Ukraine
- 2012: Olga von Laura Rouhonen (Deutschsprachige Erstaufführung), Landestheater Württemberg-Hohenzollern Tübingen Reutlingen[11]
- 2012: Ausflug an die Front von Fernando Arrabal, Theater Reutlingen „Die Tonne“[12]
- 2013: Was ihr wollt von William Shakespeare, Schewtschenko Staatstheater Tscherkassy, Ukraine
- 2013: Andy Warhol/Andrij Warhola. Erfindung (Uraufführung), Theater KROT, Kiew, Ukraine
- 2015: Zviri eine Oper von Nasarow und Poderwjanskij (Uraufführung), Theater KROT, Kiew, Ukraine

## Theaterstücke (Auswahl)
- 2003: Dirty Dishes von Nick Whitby, Theaterhaus Stuttgart
- 2009: Das Meerschweinchen von Kai Hensel, Theater Rampe, Stuttgart
- 2012: Bienen von Alexej Schipenko, Theaterhaus Jena[13]

## Auszeichnungen
- 1989: Preis für die beste Inszenierung eines modernen Dramas vom Ministerium für Kultur der Ukraine[2]
- 1990: Auszeichnung für eine der 10 besten Inszenierungen, Internationales Festival „Beresil“, UdSSR
- 1994: Goldener „Kiewer Pektorale“-Preis für die beste Theaterinszenierung für Kinder, Ukraine[2]
- 2005: The Best Performance of Festival, Internationales Festival Vidlunnya, Kiew, Ukraine: Diploma of the Board of International Association of One Man Show Festivals (ITI-UNESCO), Rotary Club-Prize
- 2005: Grand Prix, Publikumspreis und Preis des Bürgermeisters der Stadt Breslau, WROSTJA Internationales Theaterfestival, Breslau, Polen
- 2006: Preis der Direktoren des internationalen Monodrama Festivals und Publikumspreis Für die originellste Inszenierung, Atspindys International Festival of Monoperformances, Litauen